# 강북 (서울)
서울의 강북(江北)이란 문자 그대로 한강 이북을 의미하는 20세기 후반의 신조어다. 이 표현은 1960~70년대 서울의 확장기에 새로이 개발된 강남 지역에 대응되는 용어로써 뒤늦게 탄생하였으므로 현재에도 그 의미가 분명하지는 않으나, 주로 노원구, 도봉구, 강북구 등 서울 동북생활권 최북단의 세 자치구(강북 3구)를 의미하는 뜻으로 쓰이고 있다.

## 유래
본래 서울은 조선시대 한성부에서 식민지기 경성부에 이르기까지 한양도성 안쪽의 도심부를 중심으로 발전해왔을 뿐 한강 남쪽으로는 경계를 확장하지 않았다. 따라서 한강은 오랜 세월 동안 수도 서울 안팎의 지리적 경계를 나타내는 단어 또는 관념들과 별다른 관련을 맺지 못했으므로, 한강을 기준으로 삼아 의미를 지니게 되는 표현인 '강남' 또는 강북이라는 단어는 1960년대까지도 쓰임 자체를 찾아보기 어려웠다. 한강이 행정경계에 관한 시민들의 관념에 영향을 끼치는 모습은 '영동' 또는 '남서울'이라 불렸던 오늘날의 강남 지역이 성공적으로 번영하기 시작한 1970년대부터 관찰되기 시작한다. 도성의 동쪽 지역이라는 의미를 지닌 성동구(城東區), 서대문 주변의 지방이라는 의미를 지닌 서대문구(西大門區) 등 해방 후 서울 초기의 지명들이 한양도성(城) 및 그 일부를 이루는 성문(門)들에 영향을 받은 반면, 1975년 신설된 강남구(江南區), 1977년 신설된 강서구(江西區), 1979년 신설된 강동구(江東區)는 1970년대 후반에 들어서야 비로소 한강(江)이 서울의 지명에 깊은 영향을 끼치게 되었음을 간접적으로 드러낸다. 이 무렵부터 '강남'이라는 새로운 용어가 '영동', '남서울'을 대체하여 널리 쓰이게 되자, 그에 대비되는 신조어로 '강북'이라는 표현이 등장하였다.:86-87

## 의미와 용례

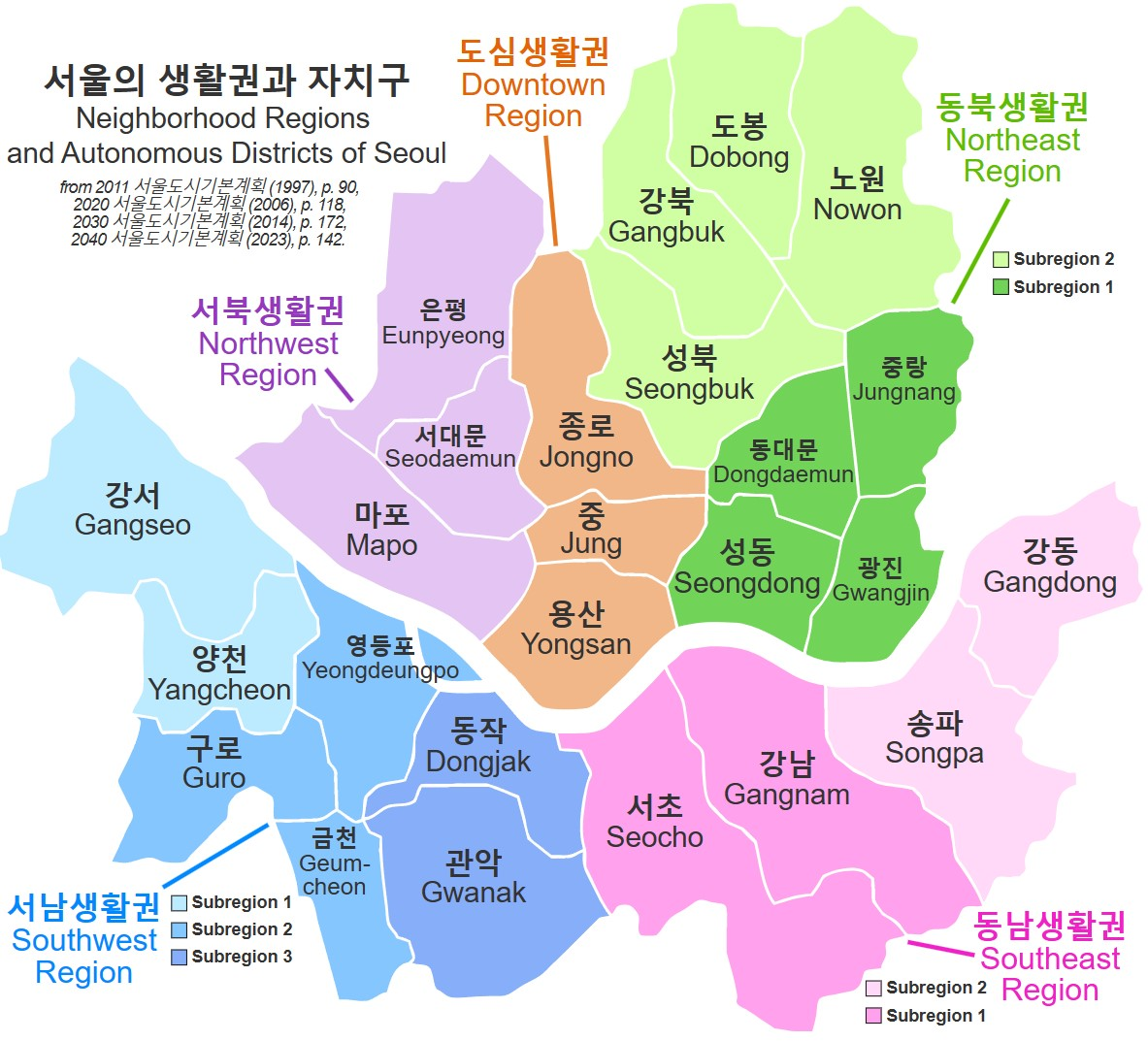
2024년 3월 발표된 '서울 강북권 개발 계획'에 의하면 서울 강북권이라는 용어는 한강 이북에서 도심권을 제외한 서북생활권과 동북생활권의 11개 자치구를 의미한다.

20세기 후반에 들어 탄생한 신조어로서의 강남 지역에 여러 의미가 내포되어 있듯이, 같은 시기에 탄생한 단어인 강북 지역에도 여러 의미가 내포되어 있으므로 그에 대해 일의적인 정의를 내리기는 어렵다. 표준국어대사전 역시 '강북'이라는 단어에 관하여 문자적 의미로서의 '한강 이북 지역'이라는 뜻을 기재하고 있을 따름이다.
이러한 문자 그대로의 '강북 지역'에는 서울의 역사문화적 중심이자 원천인 서울 도심이 포함되어 있고, 반대로 문자 그대로의 '강남 지역'에는 서남생활권 등 아직 개발이 더딘 지역들이 포함되어 있으므로, 도심부를 포함하는 문자적 의미에서의 강북 지역은 강남 지역과 지리적으로 대칭되는 용어일 뿐 이를 벗어나는 함축적 의미를 지니기 어렵다. 예를 들어 1986년에 발표된 박완서의 소설 '꽃을 찾아서'에서는 80년대에 강남 지역이 도심 지역에 대해 지닌 역사적 콤플렉스를 묘사하고 있다. 반면 1992년에 발표된 이창동의 소설 '녹천에는 똥이 많다'에서는 강남에 비해 개발이 더딘 낙후지역으로서의 노원구가 묘사되고 있는데, 이처럼 번영한 강남 지역에 대비되는 낙후 지역이라는 뜻으로서의 '강북'은 주로 개발이 더딘 서울의 동북생활권, 그 중에서도 오늘날 노원구, 도봉구, 강북구의 세 자치구를 의미하는 표현으로 쓰이고 있다.:86-87
이에 따라 '강남 지역'이라는 단어의 의미를 한정하는 용어로서 '강남 3구'가 주로 동남생활권 내 '강남구', '서초구', '송파구'를 의미하듯이, 그에 대응하여 강북 지역이라는 단어의 의미를 한정하는 용어로서 강북 3구:359는 주로 동북생활권 내 '노원구', '도봉구', '강북구'를 가리키고 있다.:309
한편으로 서울특별시청은 서울 강북권이라는 단어를 사용함에 있어 한강 이북 지역에서 서울 도심권의 종로구, 중구, 용산구 등 3개 자치구를 제외한 나머지 모든 11개 자치구를 가리키는 의미로 사용하고 있다. 예를 들어 2024년 3월 발표된 '서울 강북권 개발 계획'에 따른 개발지역은 서울 서북생활권 3개구(은평구, 서대문구, 마포구) 및 동북생활권 8개구(노원구, 도봉구, 강북구, 성북구, 중랑구, 광진구, 동대문구, 성동구) 등 11개 자치구 전부를 아우른다.

## 같이 보기
- 한강
- 강남
- 노원구
- 도봉구
- 강북구
- 서울특별시의 역사